# Pachorhopala laevigata
Pachorhopala laevigata – gatunek chrząszcza z rodziny kusakowatych i podrodziny rydzenic.
Gatunek ten opisał po raz pierwszy w 1996 roku Roberto Pace na łamach „Revue suisse de Zoologie”. Jako lokalizację typową wskazano Kaimosi w północno-wschodniej części hrabstwa Kisumu w Kenii.
Chrząszcz o błyszczącym, wydłużonym w zarysie ciele długości 3 mm. Głowa, przedplecze i pokrywy są rudobrązowe. Czułki mają człon pierwszy rudobrązowy, a człony pozostałe brązowe. Kolor odnóży jest rudożółty. Odwłok jest rudobrązowy z żółtorudą nasadą i wierzchołkiem, bardzo słabo ku tyłowi zwężony. Genitalia samicy różnią się od tych u podobnej P. usambarae zataczaniem przez spiralną część spermateki od pięciu do sześciu okręgów. Z kolei genitalia samca różnią się od tych u P. usambarae mniejszym i pozbawionym flagellum w nabrzmiałości nasadowej edeagusem.
Owad afrotropikalny, znany wyłącznie z Kenii. Spotkany na rzędnych 1650 m n.p.m.